# 2001 QD298
2001 QD298, também escrito como 2001 QD298, é um objeto transnetuniano (TNO) que está localizado no cinturão de Kuiper, uma região do Sistema Solar. Ele é classificado como um cubewano. O mesmo possui uma magnitude absoluta de 5,7 e tem um diâmetro com cerca de 208 km.

## Descoberta
2001 QD298 foi descoberto no dia 19 de agosto de 2001 pelo astrônomo Marc W. Buie.

## Órbita
A órbita de 2001 QD298 tem uma excentricidade de 0,055 e possui um semieixo maior de 42,461 UA. O seu periélio leva o mesmo a uma distância de 40,111 UA em relação ao Sol e seu afélio a 44,811 UA.